# België op het Eurovisiesongfestival 1972
België nam deel aan het Eurovisiesongfestival 1972 in de Schotse stad Edinburgh. Het was de 17e deelname van het land op het Eurovisiesongfestival. Het duo Serge & Christine Ghisoland werd intern gekozen om het land te vertegenwoordigen. Met het liedje A la folie ou pas du tout eindigden zij in Schotland met 55 punten op de 17e plaats.

## Selectieprocedure
Eurovision de la Chanson was de Belgische preselectie. Het zingende koppel Serge & Christine Ghisoland was tijdens vorige Waalse finales telkens uit de boot gevallen. Daarom dat de RTB het duo nu rechtstreeks had aangeduid. De finale viel uiteen in twee delen. Na de eerste uitzending mocht het kijkerspubliek postkaarten met hun favoriete liedje opsturen, na de tweede uitzending werd een televoting georganiseerd. Het was A la folie ou pas du tout dat de meeste stemmen achter zijn naam kreeg.
| Plaats | Artiest                     | Lied                          |
| ------ | --------------------------- | ----------------------------- |
| 1      | Serge & Christine Ghisoland | A la folie ou pas du tout     |
| 2      | Serge & Christine Ghisoland | Femme                         |
| 3      | Serge & Christine Ghisoland | Vivre sans toi                |
| 4      | Serge & Christine Ghisoland | Tant que mon coeur            |
| 5      | Serge & Christine Ghisoland | Derrière mes carreaux         |
| 6      | Serge & Christine Ghisoland | Quand on se réveille          |
| 7      | Serge & Christine Ghisoland | Je t'aimerai encore plus fort |
| 8      | Serge & Christine Ghisoland | La rose                       |
| 9      | Serge & Christine Ghisoland | Marylin                       |
| 10     | Serge & Christine Ghisoland | Un enfant                     |

1956 · 1957 · 1958 · 1959 · 1960 · 1961 · 1962 · 1963 · 1964 · 1965 · 1966 · 1967 · 1968 · 1969 · 1970 · 1971 · 1972 · 1973 · 1974· 1975 · 1976 · 1977 · 1978 · 1979 · 1980 · 1981 · 1982 · 1983 · 1984 · 1985 · 1986 · 1987 · 1988 · 1989 · 1990 · 1991 · 1992 · 1993 · 1994 · 1995 · 1996 · 1997 · 1998 · 1999 · 2000 · 2001 · 2002 · 2003 · 2004 · 2005 · 2006 · 2007 · 2008 · 2009 · 2010 · 2011 · 2012 · 2013 · 2014 · 2015 · 2016 · 2017 · 2018 · 2019 · 2020 · 2021 · 2022 · 2023 · 2024 · 2025